# Nukata no Ōkimi
Nukata no Ōkimi (額田王, Princesa Nukata, c. 630-690 CE) (também conhecida como Princesa Nukada) foi uma poetisa japonesa do período Asuka.
Filha da Princesa Kagami, Nukata tornou-se a esposa favorita do imperador Temmu, e daria à luz a Princesa Tōchi (que tornar-se-ia a consorte do imperador Kōbun). Inicialmente esteve ligada ao imperador Temmu, mas posteriormente tornou-se uma das consortes do imperador Tenji, irmão mais velho de Temmu. Não se sabe se esta mudança foi voluntária ou forçada. Após a morte de Tenji, ela voltou a ligar-se a Temmu.
Uma das grandes poetisas de seu tempo, um total de treze de seus poemas aparecem no Man'yōshū: #7-9, 16-18, 20, 112, 113, 151, 155, 488, and 1606. (#1606 é uma repetição do #488.) Dois destes poetas foram reimpressos em coletâneas posteriores, Shinchokusen Wakashū e Shinshūi Wakashū. Poema #9 é bem conhecido como sendo um dos poemas de mais complicada interpretação dentro do Man'yōshū.